# Paulista (Pernambuco)
Paulista é um município brasileiro do estado de Pernambuco. Localiza-se no litoral norte pernambucano, sendo pertencente à Mesorregião Metropolitana do Recife e à Microrregião do Recife, distando 18 quilômetros ao norte da capital do estado. Ocupa uma área de 96,932 km², tendo 48,18 km² desse total no seu perímetro urbano.
Sua população, conforme estimativas do IBGE de 2024, era de 362 860 habitantes, ocupando a sexta colocação entre os municípios do estado de Pernambuco.
A temperatura média anual do município é de 25,8 °C, e suas vegetações nativas e predominante são a mata atlântica e a restinga. Aproximadamente 100% da sua população vive na zona urbana, e dispõe de 70 estabelecimentos de saúde, segundo dados do ano de 2009. Em 2010, seu Índice de Desenvolvimento Humano (IDH) foi estipulado em 0,732, sendo considerado alto e acima do valor estadual, tendo o quarto maior índice entre os municípios do estado.
O início da ocupação das terras do atual município se deu em 1535, na época em que Paulista era parte do município de Olinda. Neste ano, o donatário da Capitania de Pernambuco, Duarte Coelho, doou ao seu cunhado, Jerônimo de Albuquerque, as terras de Paratibe como reconhecimento aos trabalhos prestados por ele à então colônia. Por volta de 1550, Jerônimo doa as terras ao português Gonçalves Mendes Leitão, que casara com sua filha. Mais tarde, lá se estabeleceram um engenho d'água com o nome Paratibe, uma capela dedicada a Santo Antônio e um sobrado, tendo a partir daí o início do povoado. Cinco anos após essas transformações, é fundado a freguesia. O auge do seu crescimento ocorreu em 1902, após a instalação da indústria de tecidos feita pelos Lundgren, uma família de origem sueca que se estabeleceu na cidade.
Nos dias atuais, o município de Paulista se destaca por ser um pólo diversificado de prestação de serviços e indústria têxtil e química, sendo a sede do grupo Indústrias Reunidas Raymundo da Fonte. Na área da educação, o município possui duas importantes instituições de ensino superior: a Faculdade Joaquim Nabuco e a Faculdade de Saúde de Paulista, além de instituições de ensino técnico, como o Escola Técnica Senai e o SENAC. Com 14 km de faixa litorânea e uma das maiores reservas florestais do estado, as praias e o turismo ecológico são os principais movimentadores do setor de turismo na cidade. A cidade ainda abrange em seu território o Veneza Water Park, um dos maiores parques aquáticos do Brasil.

## História

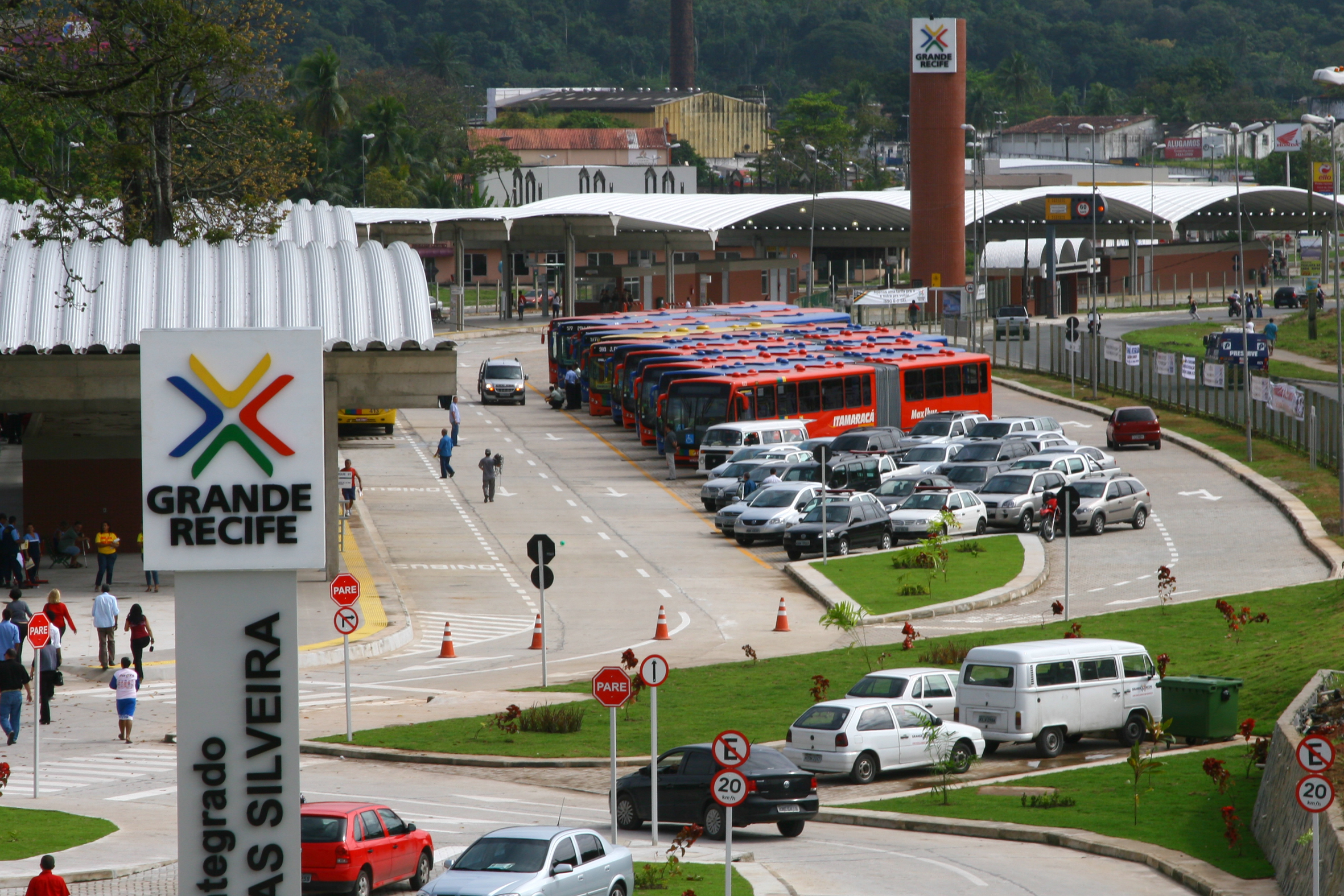
Inauguração do Terminal Integrado Pelópidas Silveira em 2009.

O município de Paulista se situa na área da antiga propriedade Paratibe (nome também do rio que banha parte da cidade). As terras de Paratibe foram doadas pelo donatário da Capitania de Pernambuco, Duarte Coelho Pereira, a seu cunhado, Jerônimo de Albuquerque, como reconhecimento por serviços prestados à Capitania. Alguns anos após, pela década de 1550, Jerônimo de Albuquerque fez doação dessas terras, em dote, ao português Gonçalo Mendes Leitão, esposo de Dona Antônia de Albuquerque, sua filha com a índia tabajara Muíra-Ubi, que adotara o nome cristão Maria do Espírito Santo Arcoverde.
Nessas terras, Gonçalo Mendes Leitão ergueu um engenho-d’água, uma capela dedicada a Santo Antônio e um grande sobrado como residência, também outras obras importantes para um estabelecimento agrícola. Erguida a capela, no ano de 1559, coincidiu de passar por Pernambuco, a caminho da Bahia, o bispo eleito do Brasil, D. Pedro Leitão, irmão de Gonçalo Mendes. Hospedado na casa de seu irmão, em Paratibe, o bispo celebrou o ato solene da bênção da capela, cerimônia à qual compareceu Jerônimo de Albuquerque.
No final do século XVI, um dos filhos de Gonçalo Mendes Leitão fundou o Engenho Paratibe de Baixo que posteriormente passou a ser propriedade de João Fernandes Vieira, em seguida da sua viúva, Dona Maria César, que o vendeu ao mestre-de-campo Manuel Alves de Morais Navarro. Data dessa época (1689) a mudança do nome do engenho que passou a ser conhecido como “Engenho do Paulista”, tendo em vista o novo proprietário ser natural da Capitania de São Paulo, de onde partira no comando de tropas para a Campanha dos Palmares. O nome desse engenho deu origem ao topônimo municipal.
Um fato marcante na história de Paulista ocorreu em 20 de maio de 1817, quando o padre João Ribeiro Pessoa de Melo Montenegro, integrante da Revolução Pernambucana, suicidou-se ao ver a causa perdida. Seu cadáver, sepultado na capela do Engenho Paulista, foi desenterrado e mutilado; a cabeça, separada do tronco, foi levada para a capital do estado e colocada no pelourinho por ordem do almirante Rodrigo Lobo, comandante da esquadra enviada da Bahia pelo conde dos Arcos, para reprimir o levante.
O estouro do crescimento populacional de Paulista só começou a surgir com o início das operações da fábrica de tecidos, adquirida em 1904 pela família Lundgren, de imigrantes suecos. O distrito de Paulista foi criado pela Lei Municipal n° 219, de 28 de dezembro de 1907, subordinado ao município de Olinda. A Lei Estadual n° 1.931, de 11 de setembro de 1928, criou o município de Paulista, constituído por territórios desmembrados de Olinda (distritos de Paulista, Canoas, Nobre e Conceição), Igarassu (parte do distrito de Maricota, além dos engenhos Improviso e Regalado e propriedade Pitanga do Inglez) e São Lourenço da Mata (Engenho Utinga). Mas o município foi extinto pelos decretos n° 268, de 25 de novembro de 1930, e n° 56, de 23 de janeiro de 1931, sendo seu território reanexado ao município de Olinda. Foi elevado novamente à categoria de município, com a denominação de Paulista, pela Lei Estadual n° 11, de 4 de setembro de 1935, desmembrado de Olinda, com sede no antigo distrito de Paulista. Foi instalado no dia 12 do mesmo mês e ano.
Durante as primeiras sete décadas do século XX Paulista foi uma cidade típica industrial, até a decadência do parque têxtil tradicional. A partir dos anos 70, entretanto, um pólo industrial moderno, instalado no distrito industrial de Paratibe, deu outra feição ao município.

## Geografia

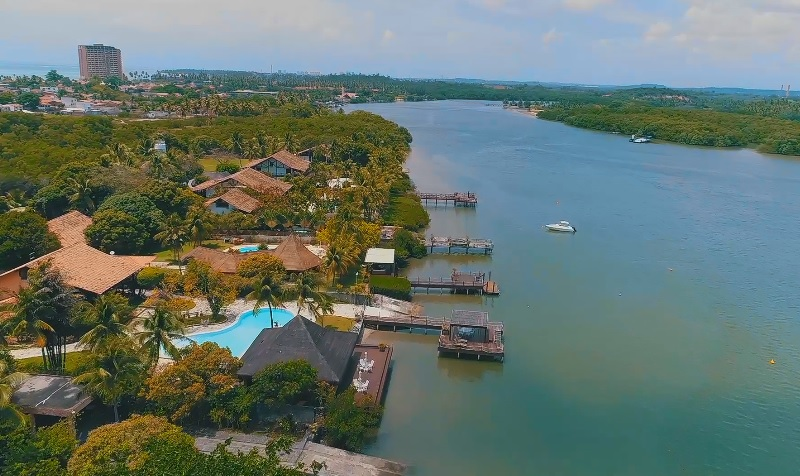
Maria Farinha Paulista (Pernambuco).

### Relevo
Relevo constituído por tabuleiros, cuja altitude varia de 40 a 50 metros, próximo à planície costeira e até mais de 160 metros, na porção oeste, estendendo-se para o leste.

### Meio ambiente
As matas localizam-se no interior da área urbana ou nas proximidades desta, que são: Mata do Janga, Mata Jaguarana e Mata dos Caetés. Estas matas são reservas ecológicas criadas pela Lei n˚ 9.989, de 13 de janeiro de 1987. Dessas três reservas, apenas a de Caetés foi implantada, em 1991 e sofreu mudança de categoria, transformando-se em Estação Ecológica pela Lei Estadual n˚ 11.622/98, buscando, principalmente, contribuir para a proteção dos recursos hídricos, realizar atividades de Educação Ambiental e investigação científica, além de proporcionar lazer à população local.
A Mata de Jaguarana localiza-se às margens da PE-015, próximo ao núcleo urbano central do Paulista, possui uma área de 332,28 hectares, correspondendo a 3,41% da área do município e encontra-se distribuída em três propriedades privadas.
A Mata de Caetés localiza-se na margem esquerda do Rio Paratibe, possui 150 hectares, correspondendo a 1,54% da área do Município. Toda a sua extensão pertence à propriedade pública, segundo dados da FIDEM*. O Município possui ainda outras matas, situadas nos seguintes bairros: Parque do Janga, Jaguarana, Mirueira e Paratibe.
Na faixa litorânea, nos terrenos submetidos à influência constante das marés, desenvolve-se a vegetação de mangue. Esse ecossistema desempenha uma importante função como filtro biológico e químico das águas contaminadas por resíduos industriais e Domésticos, além de servir como viveiro natural. Ainda na Planície Costeira, a ocupação urbana tomou o lugar da vegetação de praia, ali representada por espécies herbáceas.

## Esporte
O grande nome da cidade é o Íbis Sport Club, que, apesar da fama de "Pior Time do Mundo" por ter ficado quase quatro anos sem vencer uma única partida de futebol na década de 1970, já disputou partidas contra os grandes do Recife (Sport, Santa Cruz e Náutico), e um dos seus maiores feitos foi a vitória contra o Náutico nos Aflitos em 2002 e contra o Santa Cruz no Arruda em 2023.
Alguns problemas financeiros e jurídicos quase levaram o clube a encerrar suas atividades profissionais em meados do ano 2000, mas o Pássaro Preto (como é conhecido) deu a volta por cima e através do Projeto Século XXI passou por grandes mudanças, eventualmente retornando à primeira divisão do Campeonato Pernambucano em 2022.
Um fato curioso com o município é que ao mesmo tempo em que teve o Íbis Sport Club em 1999 com a fama de ser o "Pior Time do Mundo", no mesmo ano teve também o jogador Rivaldo eleito como o "Melhor Jogador de Futebol do Mundo pela FIFA" que é nascido em Paulista-PE no ano de 1972.
Outros clubes que representaram a cidade foi o Paulistano Futebol Clube e o Unibol Pernambuco Futebol Clube, já extintos, que jogavam no Estádio Ademir Cunha.